# Gustaf de Frumerie
Se även Gustaf de Frumerie (1849–1936).
Gustaf de Frumerie, född 10 april 1872 i Västervik, död 1947 i Storängen, Nacka, var en svensk arkitekt. Han var gift sedan 1904 med pianisten Ebba Maria Helleday; tonsättaren och pianisten Gunnar de Frumerie var deras son och skådespelerskan Karin de Frumerie är en sondotterdotter.

## Biografi
Gustaf de Frumerie tog studentexamen 1890 och fick sin utbildning till arkitekt vid Kungliga Tekniska Högskolan i Stockholm 1895. Han var anställd arkitekt vid Stockholms gasverk (1904–1906) och vid Stockholms elektricitetsverk (1906–1937).
Som arkitekt vid gas- och elverket var Gustaf de Frumerie medarbetare till arkitekten Ferdinand Boberg, som anlitades av staden vid gestaltningen av de ny stora tekniska anläggningar för gas- och elproduktion, som uppfördes kring sekelskiftet 1900. Gustaf de Frumerie blev känd genom några stora kontors- och industrianläggningar för Stockholms gas-, el-, och vattenverk där han tillsammans med Boberg var huvudarkitekt och sedermera efterträdde denne.
Bland hans arbeten finns byggnaden Öskaret 1 för Stockholms vattenledningsverk och Stockholms gasverk  vid Torsgatan 26, som han ritade tillsammans med Boberg. Byggnaden invigdes 1906. Numera har Stockholm Vatten sina lokaler i fastigheten.  
Åren 1910 till 1920 ansvarade de Frumerie för utbyggnaden av Värtaverket i Stockholm och 1929 för tillbyggnaden av Kronobergsstationen vid Kronobergsgatan. 1913 stod han som arkitekt för Lillsjöstationen i Ulvsunda, vars fasader han gestaltade i en tegelarkitektur med nationalromantiska inslag. 1926 ritade han Högalidsstationen vid Krukmakargatan 33 (numera riven). Anläggningen utmärker sig genom kraftfulla byggnadsvolymer och gestaltning med klassicistiska formelement.
Han var arkitekt för Untraverket vid Dalälven i norra Uppland, som invigdes 1918 och var det det första vattenkraftverk att leverera elektrisk ström till Stockholm. Gustaf de Frumerie formgav även stolpar till bågljusarmaturer på Norrbro och Norrmalmstorg (numera ersatta av andra armaturer).  Norrmalmstorgs guldfärgade jugendinspirerade armaturer på höga stolpar sattes upp 1911 och togs ner i samband med en ombyggnad 1967 för högertrafik. 1994 kom de på plats igen, dock kopior tillverkade efter de Frumeries bevarade ritningar eftersom originalarmaturerna hade kommit bort. På 1920-talet utvecklade han prototypen till en lyktstolpe med böjd överdel och nedåtriktad armatur.
Tillsammans med Kristian Sundstrand drev han 1907–1916 arkitektfirman Frumerie och Sundstrand. De båda arkitekterna ritade tillsammans bland annat Marieborgsskolan i Västervik (1913),  Nordstjernans mineralvattenfabrik i kvarteret Bekasinen i Stockholm (1910–1911), Eriksbergsgatan 12 (1912–13), Kungsgatan 7 och 19–21 (1914).

## Verk i urval
- Västerviks handelsbank (nu Skandinaviska Enskilda Banken), Stora torget 1, 1903.
- Frumerieska huset, Fabriksgatan, Västervik 1905.
- Cederflycksta fattighuset. Västervik 1907 (tillbyggnad).
- Stockholms gasverk, (tillsammans med F. Boberg, 1906)
- Nordstjernans mineralvattenfabrik Birger Jarlsgatan 120 (tillsammans med K. Sundstrand, 1910-11)
- Värtaverket för Elverket i Hjorthagen, Stockholm 1910-1920 (utbyggnad).
- Untra kraftverk (1911-1918)
- Trojenborg 19, Eriksbergsgatan 12, Stockholm (tillsammans med Sundstrand, 1912-13)
- Bocken 25, Kungsgatan 19-21, Stockholm (tillsammans med Sundstrand, 1912-14)
- Marieborgsskolan, Västervik (tillsammans med Sundstrand, 1913)
- Lillsjöstationen, Ulvsunda, Stockholm (1913)
- Vikdalens skola, Nacka (1913)[14]
- Fabrikörsvillan (Augustendal), Nacka strand (ombyggnad 1916)[14]
- Gustaf Fredrikssons ålderdomshem för behövande skådespelare, Såstaholm, egendomen Såsta i Täby, Höstsol (1918).
- Katarinastationen för Elverket, Stockholm 1923-1924 (tillbyggnad).
- Östermalmsstationen, Stockholm (1923–1925)
- Högalidsstationen för Elverket Stockholm (1925-1930).
- Kronobergsstationen för Elverket, Stockholm (1929) (tillbyggnad).

## Bilder, verk i urval

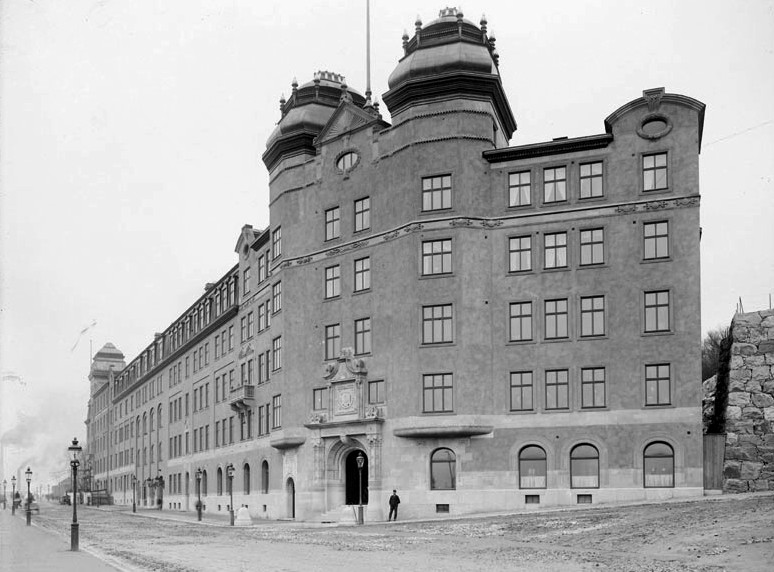
Stockholms gasverk 1914.
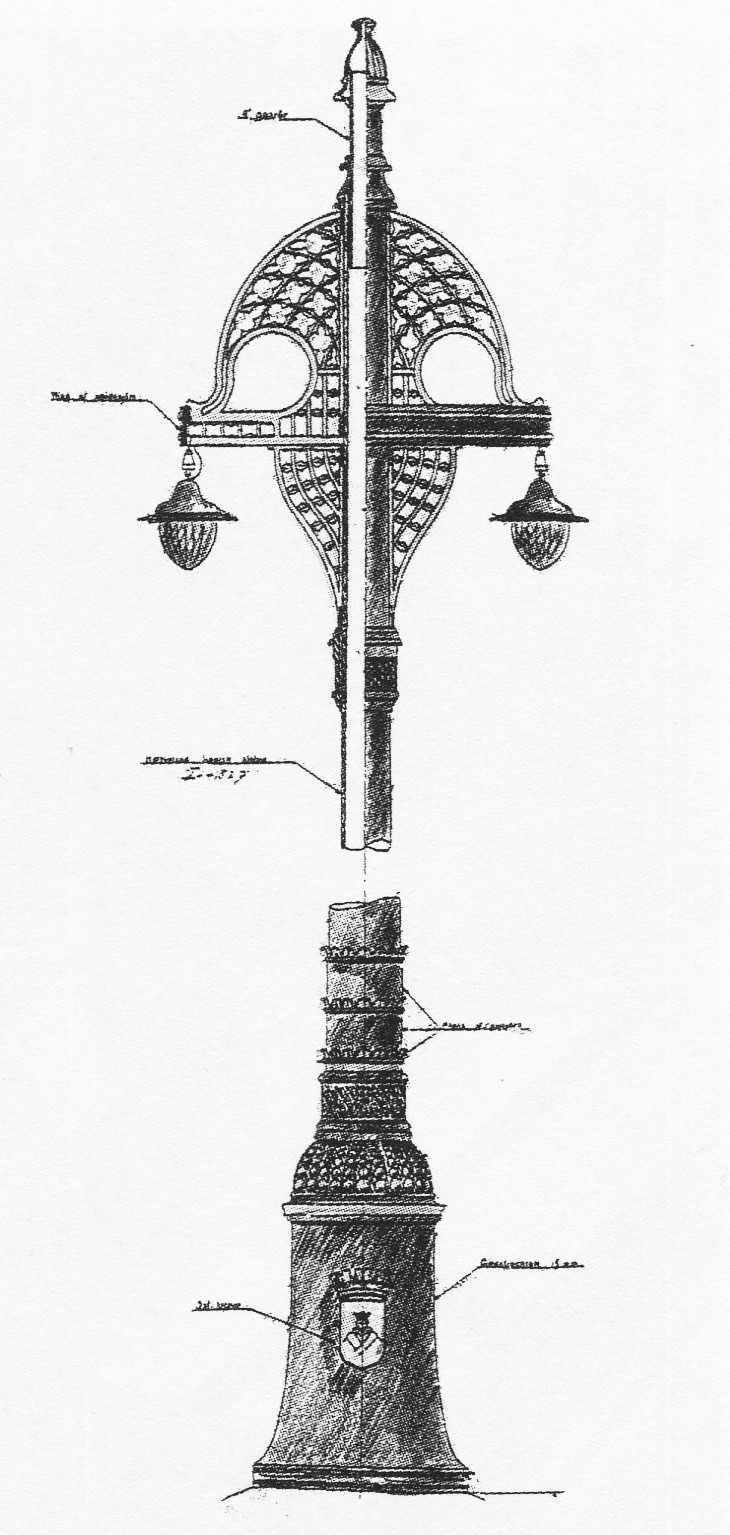
Kandelaber på Norrmalmstorg, ritning 1911.
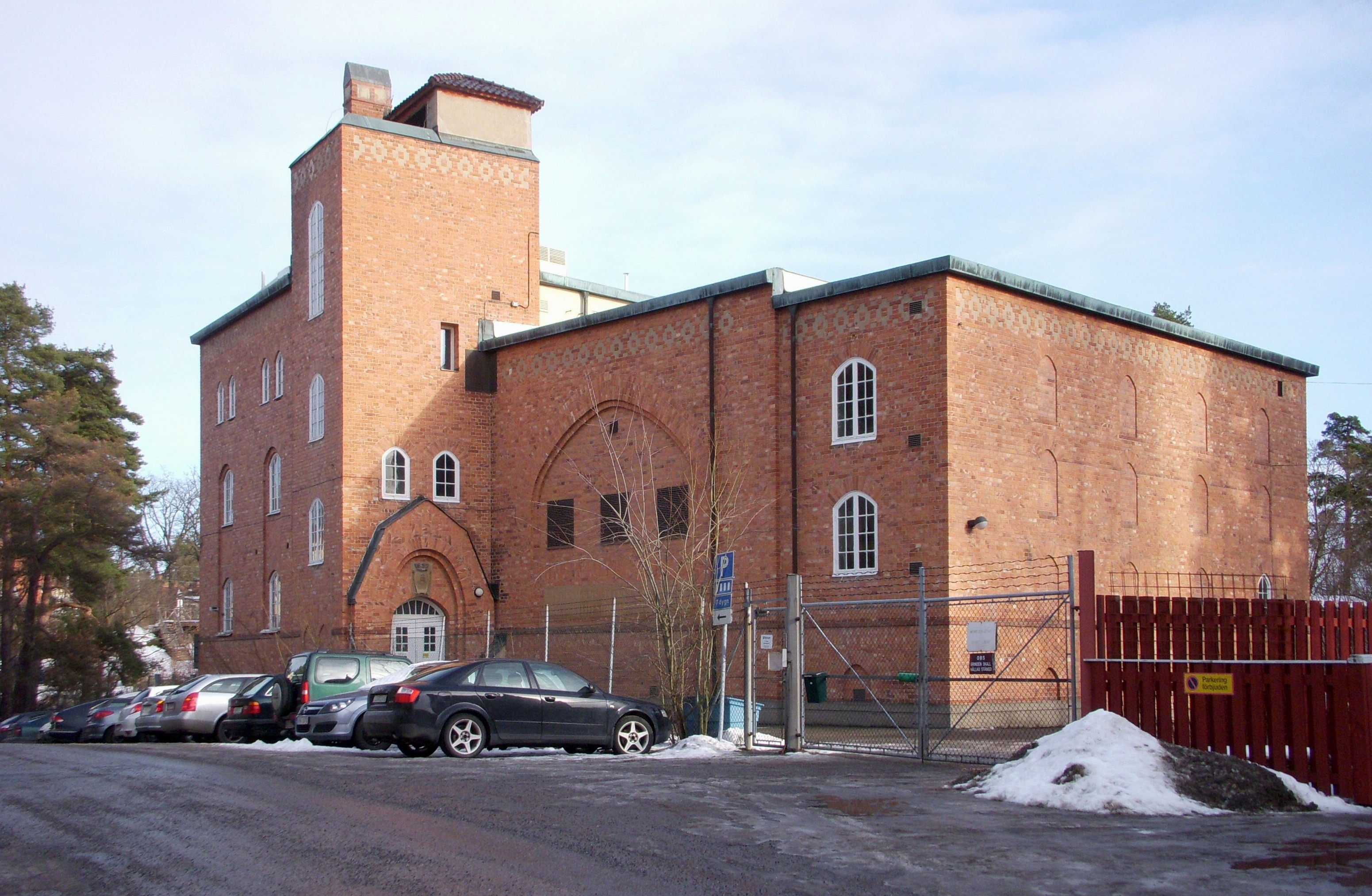
Lillsjöstationen, Ulvsunda, Stockholm (1913)
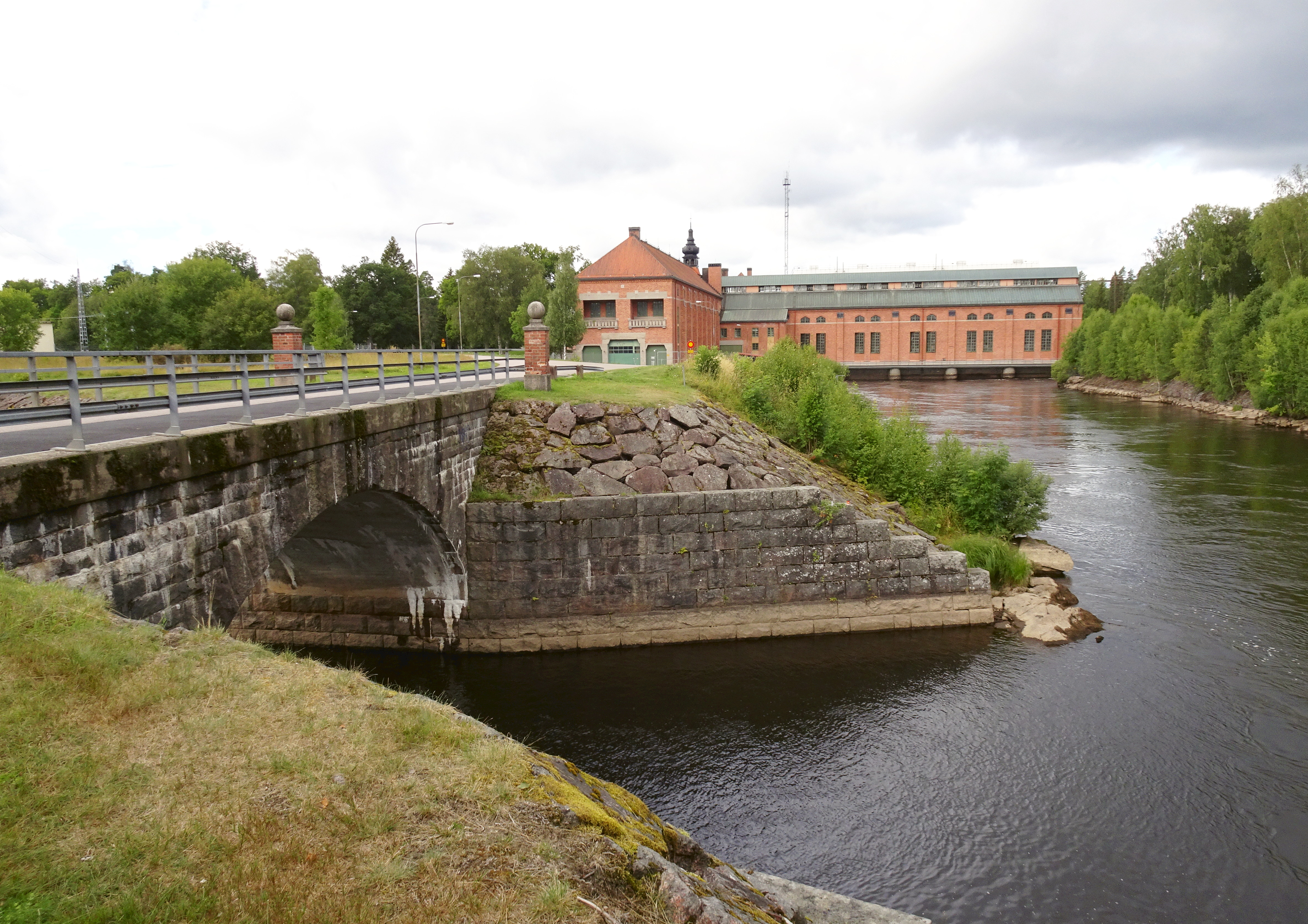
Untra kraftverk (1911-1918)
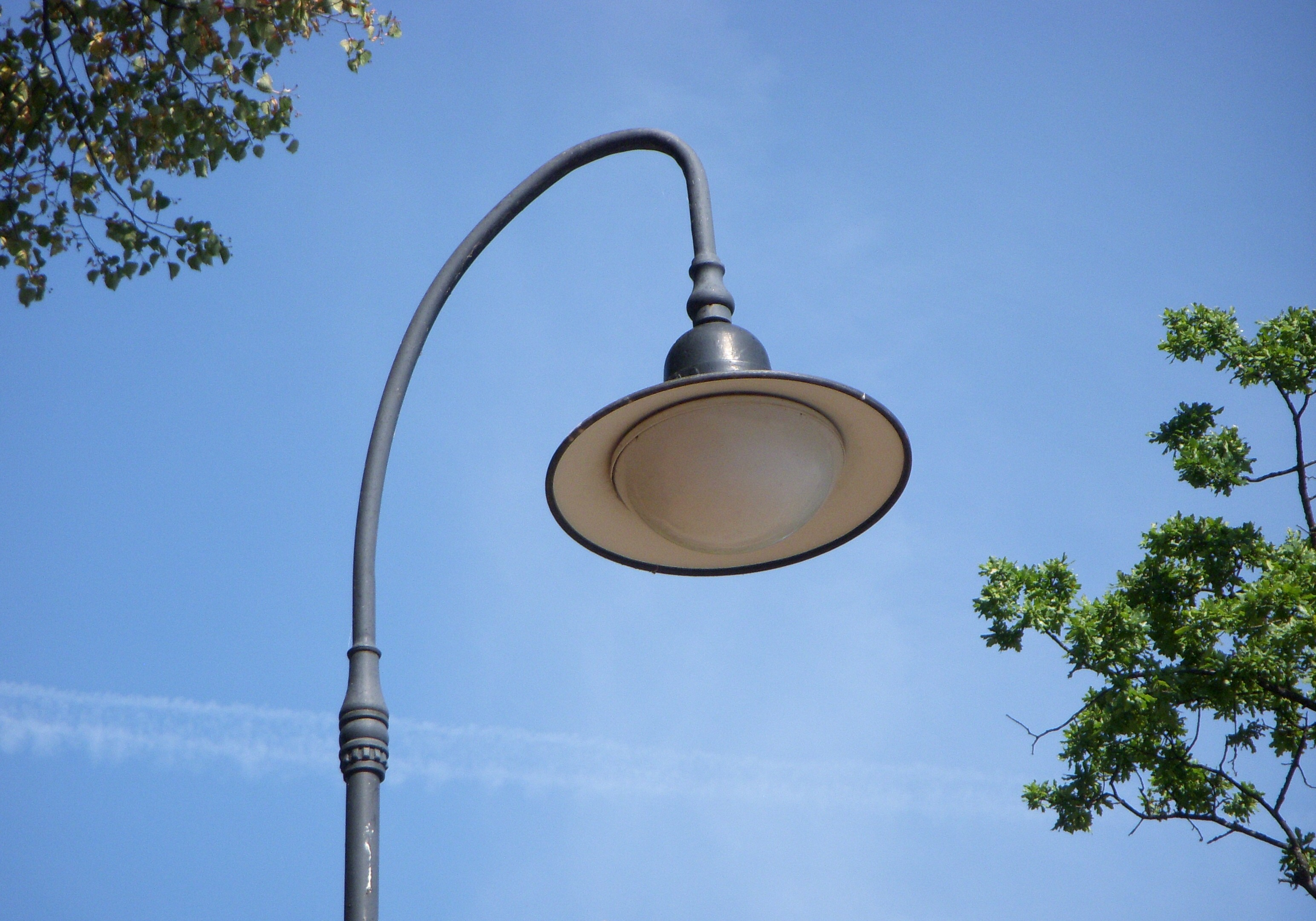
Elektrisk gatlykta (1920)
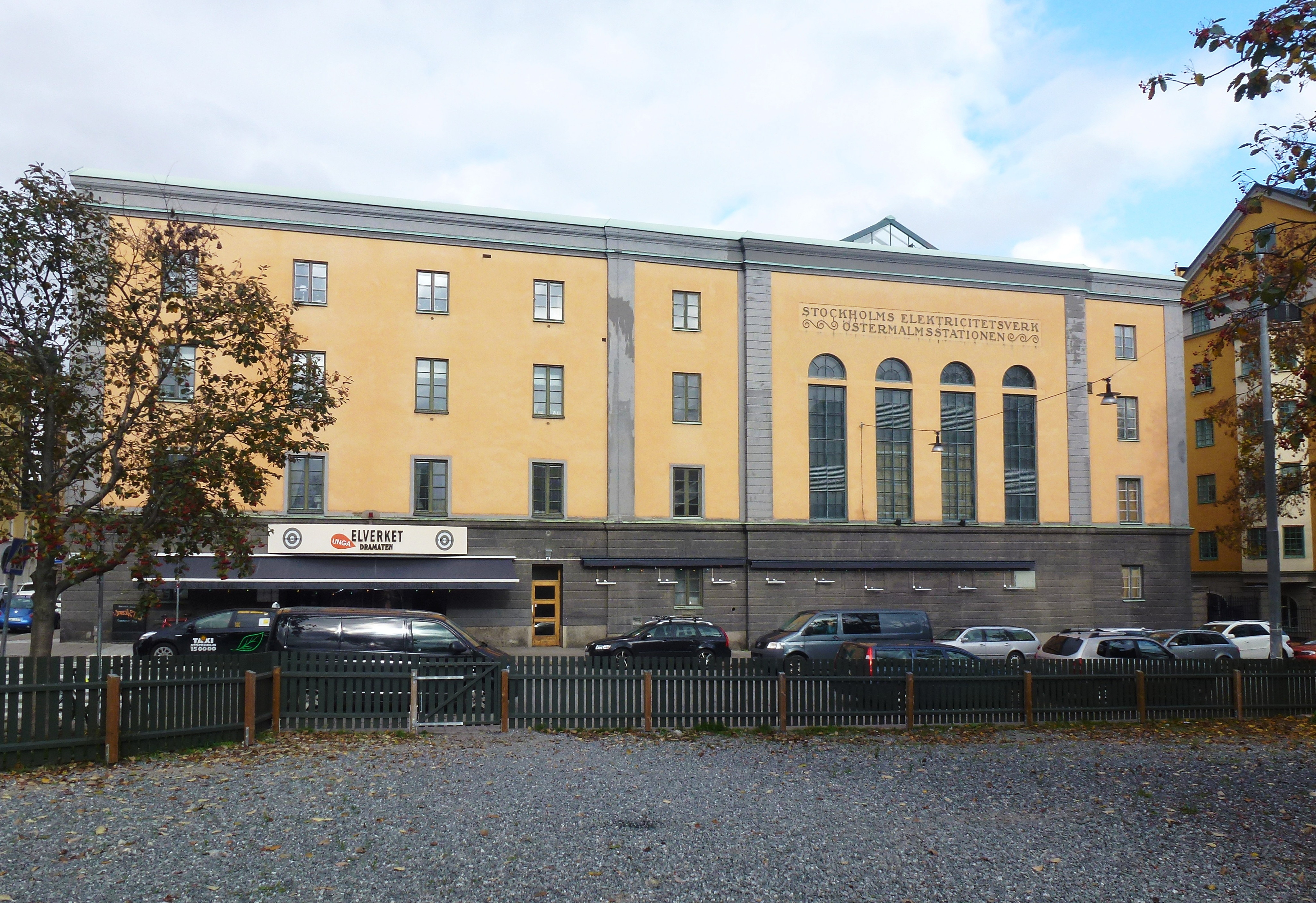
Östermalmsstationen, Stockholm (1923–1925)
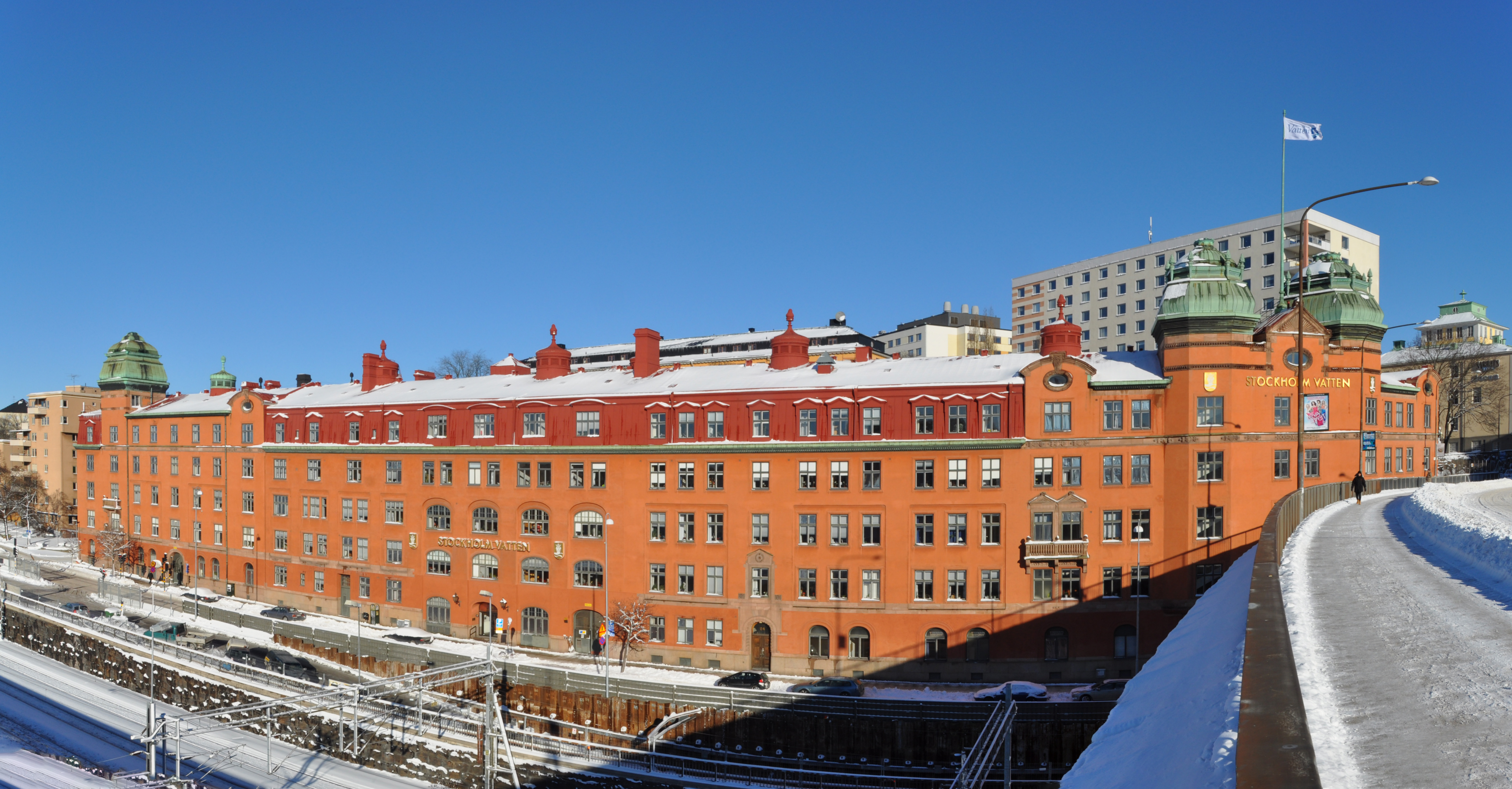
Stockholms gasverk, numera Stockholm Vatten (tillsammans med F. Boberg, 1906)